# Дзвінець шилуватий
Дзвінець шилуватий (Rhinanthus subulatus) — вид квіткових рослин родини вовчкових (Orobanchaceae).

## Біоморфологічна характеристика
Це однорічна рослина 30–50 см заввишки. Стебло зелене, майже голе, гіллясте. Листки довгасто-ланцетні чи лінійні, зубчасті.

## Поширення
Крим, Північний Кавказ, Південний Кавказ (Грузія, Вірменія).
В Україні вид росте на галявинах і узліссях, у листяних лісах — у Криму